# Азовське (Керченський район)
Азо́вське (крим. Azovske) — село в Керченському районі Автономної Республіки Крим. 48 мешканців. Належить до Мисівської сільської ради. Розташоване на узбережжі Азовського моря, неподалік від мису Казантип у Казантипській затоці, неподалік від недобудованої Кримської АЕС.
Село утворене у 1950 році.
На території села розташовані ділянка Лісгоспзагу, база відпочинку «Гідромеханізація», ГАО «Итог».